# Біле бидло

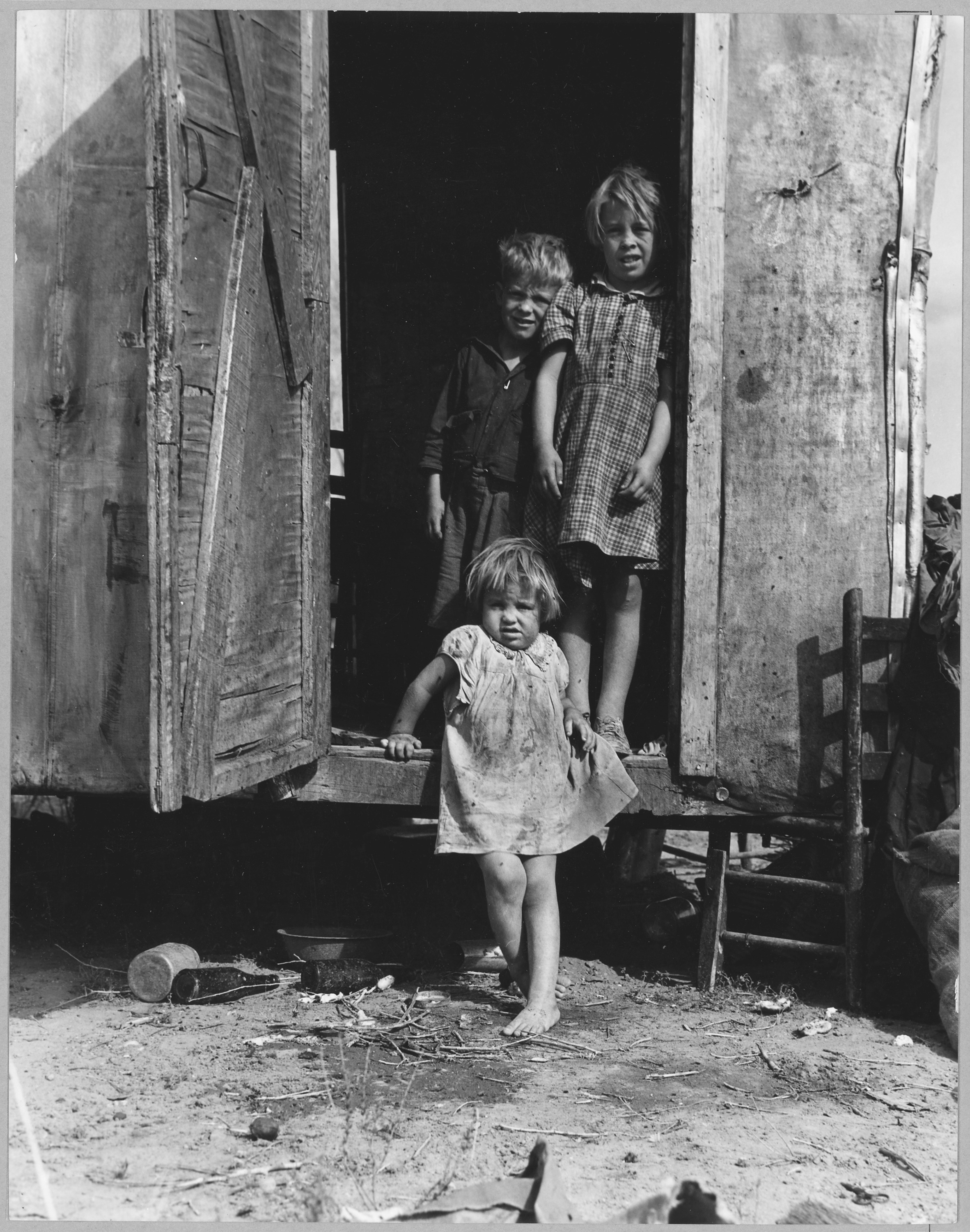
Діти бідняків-бавовників у Аризоні, 1940 рік

Біле бидло (англ. White trash, літер. «біле бидло», «біле сміття») — грубий термін, що використовується у повсякденній мові в США для позначення декласованих білих американців. Такі люди часто живуть завдяки соціальній допомозі з безробіття в старих трейлерах і відрізняються низьким соціальним статусом та рівнем освіти. Ця категорія людей часто потерпає через алкоголізм, схильна до правопорушень та антигромадської поведінки. Назвати когось «білим бидлом» означає звинуватити його чи її в соціальному, фінансовому чи освітньому банкрутстві.
Термін з'явився в 1820 році і застосовувався до білих поденників, що працювали нарівні з чорношкірими та і виконували низькокваліфіковану роботу і конкурували з ними за ті ж робочі місця, ресурси або навіть за тих же партнер/ок для шлюбу. Вираз широко увійшов у побут у 1830-ті і застосовувався багатими жителями півдня США. Іншим поширеним виразом став «глиноїди» (англ. clay eaters), пов'язаний з тим, що багато білих бідняків володіло фермами з поганим ґрунтом і вони часто голодували.
Авторка класичної аболіціоністичної книги «Хатина дядька Тома» Гаррієт Бічер-Стоу назвала один з розділів свого твору «Бідний білий непотріб» (англ. Poor white trash), прагнучи показати життя білих бідняків, що за своїм становищем і рівнем життя не сильно відрізнялися від чорних рабів.

## Реднеки
Близьким виразом є «червоношиї» (англ. redneck). Деякі білі американці, які проживають у сільській місцевості, можуть самі називати себе «червоношиїми», однак сприймуть вираз «біле бидло» на свою адресу як образу. Наприклад, у фільмі «Мовчання ягнят» Ганнібал Лектер неодноразово називає Клариссу Старлінг «білим бидлом», натякаючи на її просте походження і знущаючись зі спроб вирватися зі свого соціального середовища, вступивши до академії ФБР.
Значення терміна почало змінюватися останніми роками, коли деякі білі американці самі почали саркастично або напівжартома називати себе «білим непотребом» за аналогією з чорними музикантами або коміками, які іноді називають один одного «нігерами» («чорномазими»). Наприклад, у білого репера Еверласта є альбом «White Trash Beautiful».
Одним із зовнішніх атрибутів «білого непотребу» є зачіска в стилі «маллет».[джерело?]